# Лада веста
Лада веста (интерно ВАЗ 2180) је аутомобил који производи руска фабрика аутомобила АвтоВАЗ од 2015. године.

## Историја
Серијска производња Ладе весте је покренута 25. септембра 2015. године. Модел веста долази као замена за модел приора, од које има веће димензије. Трошкови израде пројекта су износили око 6 милијарди рубаља. Првобитно је било планирано да цена аутомобила износи око 400 хиљада рубаља, али тадашњи председник АвтоВАЗ-a Бо Андерсон одлучио је да смањи цену која би износила 350 хиљада рубаља. У продаји прво долази у седан верзији, а касније ће се појавити и у хечбек и караван верзијама. На руском тржишту веста ће бити понуђена у четири нивоа опреме.
Заснована је на потпуно новој механичкој платформи под називом Lada B/C, коју су инжењери компаније АвтоВАЗ развили уз помоћ Рено-Нисан групације. Дизајн аутомобила заснован је на концепту возила Лада иксреј и Лада иксреј крос. Аутомобил има потпуно оригинално предње вешање полуге у Л-облику. Унутрашњост је обложена квалитетним материјалима. Уз најбољи пакет опреме може се добити дисплеј осетљив на додир, команде на серво управљачу, аутоматски клима уређај, аутоматски мењач, електрично подешавање ретровизора, електрично управљање прозора, као и темпомат. 71 одсто компоненти овог модела израђује се у Русији, укључујући мотор и мењач, а неке компоненте као што су кочнице и хладњак преузете су од Рено-Нисан групације. 
Веста је опремљена руским 1.6-литарским бензинским мотором са 106 коњских снага.  Током 2017. године, уведена је и верзија на метан.
Од 2016. године доступан је и 1.8-литарски бензински мотор са 122 коњске снаге.
У плану је да се под хаубом Весте нађе и Нисанов 1.6-литарски бензински мотор са ~115 коњских снага.
Септембра 2017. године почела је производња караван верзије (Vesta SW) и кросовера на бази каравана (Vesta SW Cross). Главна одлика кросовер верзије је повишен клиренс (203 mm наспрам 178 mm).
Најављено је да ће се Лада веста производити и у спортској верзији.

## Галерија

### Техничке карактеристике
| Веста седан                           | 1.6 16v                  | 1.6 16v                  | 1.6 16v                  | 1.6 16v                  | 1.8 16v                  | 1.8 16v                  |
| ------------------------------------- | ------------------------ | ------------------------ | ------------------------ | ------------------------ | ------------------------ | ------------------------ |
| Тип мотора                            | 21129                    | 21129                    | 21129 CNG*               | HR16DE или H4M           | 21179                    | 21179                    |
| Запремина                             | 1.596 cm³                | 1.596 cm³                | 1.596 cm³                | 1.598 cm³                | 1.774 cm³                | 1.774 cm³                |
| Гориво                                | бензин                   | бензин                   | метан                    | бензин                   | бензин                   | бензин                   |
| Снабдевање ваздухом                   | атмосферски              | атмосферски              | атмосферски              | атмосферски              | атмосферски              | атмосферски              |
| Пречник (mm) / Ход (mm)               | 82 / 75,6                | 82 / 75,6                | 82 / 75,6                | 78 / 83,6                | 82 / 84                  | 82 / 84                  |
| Погон брегасте осовине                | зупчасти каиш            | зупчасти каиш            | зупчасти каиш            | ланац                    | зупчасти каиш            | зупчасти каиш            |
| Архитектура                           | 4 цилиндра - линијски    | 4 цилиндра - линијски    | 4 цилиндра - линијски    | 4 цилиндра - линијски    | 4 цилиндра - линијски    | 4 цилиндра - линијски    |
| Максимална снага                      | 106 кс при 5800 обрт/мин | 106 кс при 5800 обрт/мин | 96 кс при 5800 обрт/мин  | 115 кс при ???? обрт/мин | 122 кс при 5900 обрт/мин | 122 кс при 5900 обрт/мин |
| Максимални обртни момент              | 148 Nm при 4200 обрт/мин | 148 Nm при 4200 обрт/мин | 135 Nm при 4200 обрт/мин | 156 Nm при ???? обрт/мин | 170 Nm при 3700 обрт/мин | 170 Nm при 3700 обрт/мин |
| Мењач                                 | ручни 5-ст.              | роботизовани 5-ст.       | ручни 5-ст.              |                          | ручни 5-ст.              | роботизовани 5-ст.       |
| Максимална брзина (km/h)              | 180                      | 180                      | 170                      |                          |                          |                          |
| 0—100 km/h (s)                        | 11,8                     | 12,8                     | 12,9                     |                          |                          |                          |
| Просечна потрошња горива (.../100 km) | 6,1 l                    | 6,2 l                    | 6,3 l                    |                          |                          |                          |
| Емисија CO2 (g/km)                    | 138                      | 141                      |                          |                          |                          |                          |

```
* за тржиште Русије
```